# Sniper Elite 5
Sniper Elite 5 é um jogo eletrônico de tiro tático em terceira pessoa, desenvolvido e publicado pela Rebellion Developments. Lançado em 26 de maio de 2022, o jogo está disponível para Microsoft Windows, PlayStation 4, PlayStation 5, Xbox One e Xbox Series X/S. Ambientado durante a Segunda Guerra Mundial, Sniper Elite 5 coloca os jogadores no papel de Karl Fairburne, um atirador de elite americano que deve realizar missões estratégicas na França ocupada pelos nazistas, desvendando conspirações e sabotando operações inimigas.

## Jogabilidade
Sniper Elite 5 mantém o foco em sua jogabilidade tática e furtiva, desafiando os jogadores a realizarem missões complexas em mapas amplos e detalhados. O jogador assume o controle de Karl Fairburne, um atirador de elite das Forças Aliadas, e deve cumprir objetivos que variam desde eliminar alvos estratégicos até sabotar operações nazistas. O jogo oferece liberdade para abordar as missões de diferentes maneiras, permitindo que os jogadores escolham entre confrontos diretos, furtividade ou uso estratégico do ambiente.
Um dos destaques da série, a câmera de morte em raio-X, retorna em Sniper Elite 5, com melhorias visuais que mostram os efeitos detalhados de cada disparo. A física balística também foi aprimorada, proporcionando uma experiência mais realista ao levar em conta fatores como gravidade, vento e distância ao disparar.
O jogo introduz novas funcionalidades, como a personalização de armas, que permite modificar equipamentos com base no estilo de jogo preferido, e o sistema de invasão, onde jogadores podem assumir o papel de atiradores inimigos para confrontar outros jogadores em suas campanhas. Além disso, há modos cooperativos e multiplayer, incentivando a interação entre jogadores e ampliando a experiência do jogo.

## Trama
A história de Sniper Elite 5 ocorre em 1944, durante os momentos cruciais da Segunda Guerra Mundial. O protagonista, Karl Fairburne, é enviado à França ocupada como parte da Operação Overlord, a invasão Aliada que culminaria no Dia D. Durante sua missão, Karl descobre uma conspiração nazista conhecida como "Operação Kraken", um plano secreto que ameaça virar o rumo da guerra a favor do Terceiro Reich.
Com o objetivo de impedir a execução desse plano, Karl deve se infiltrar em territórios controlados pelos nazistas, coletar informações e eliminar figuras-chave envolvidas na operação. Ao longo da campanha, ele enfrenta desafios crescentes enquanto trabalha ao lado da Resistência Francesa e dos Aliados para sabotar os esforços inimigos.
A narrativa é marcada por intrigas, alianças estratégicas e reviravoltas, colocando o jogador no centro de uma batalha decisiva para o futuro da Europa. O enredo combina eventos fictícios com contexto histórico real, proporcionando uma experiência imersiva e emocionante.

## Desenvolvimento
Sniper Elite 5 foi desenvolvido pela Rebellion Developments, um estúdio britânico conhecido por sua expertise em jogos de tiro tático. O desenvolvimento teve como foco aprimorar a fórmula bem-sucedida da série, adicionando novas mecânicas de gameplay, gráficos mais realistas e mapas maiores, visando oferecer uma experiência mais imersiva e estratégica.
A equipe de desenvolvimento utilizou tecnologia de fotogrametria para recriar com precisão cenários da França ocupada durante a Segunda Guerra Mundial, trazendo maior autenticidade aos ambientes do jogo. Além disso, houve melhorias significativas na inteligência artificial dos inimigos, tornando-os mais desafiadores e responsivos às ações do jogador.
Uma das principais inovações de Sniper Elite 5 foi a inclusão do sistema de invasão, que permite que jogadores entrem na campanha de outros como atiradores inimigos, adicionando um elemento competitivo ao jogo. A personalização de armas também foi expandida, dando aos jogadores mais opções para adaptar seu arsenal ao estilo de jogo preferido.
O jogo foi lançado em 26 de maio de 2022 para diversas plataformas, incluindo PlayStation 4, PlayStation 5, Xbox One, Xbox Series X|S e PC. O suporte ao Game Pass no lançamento também foi uma estratégia para ampliar o alcance do público. Após o lançamento, a Rebellion se comprometeu a lançar conteúdos adicionais, como DLCs com novas missões, armas e personalizações, para manter a comunidade de jogadores engajada.

## Recepção
Sniper Elite 5 recebeu críticas geralmente positivas, com elogios direcionados à fidelidade visual, à jogabilidade estratégica e à expansão das mecânicas da série. O sistema de mapas amplos e detalhados, aliado à liberdade oferecida ao jogador para completar os objetivos, foi um dos aspectos mais elogiados. A física aprimorada dos disparos e a clássica câmera de morte em raio-X também conquistaram destaque por proporcionarem uma experiência mais imersiva e impactante.
Por outro lado, algumas críticas foram direcionadas à narrativa, considerada previsível por parte dos jogadores e analistas, e à repetitividade de certas missões. A inteligência artificial, embora melhorada em relação aos títulos anteriores, também foi alvo de comentários mistos, com relatos de inconsistências em certos momentos do gameplay.
O novo sistema de invasão foi amplamente bem-recebido por adicionar um elemento de tensão e competitividade ao jogo, mas também gerou opiniões divididas entre aqueles que preferem experiências exclusivamente single-player.
Em plataformas como Metacritic, Sniper Elite 5 obteve notas sólidas, refletindo a satisfação geral dos fãs da franquia. A Rebellion foi elogiada por seu comprometimento em fornecer atualizações e conteúdo adicional, o que ajudou a manter o interesse dos jogadores após o lançamento.